# 安德森半島
69°48′S 160°13′E / 69.800°S 160.217°E
安德森半島（英語：Anderson Peninsula）是南極洲的半島，長11公里，位於吉萊特冰架和蘇沃羅夫冰川之間，美國地質調查局根據測量和海軍空中照片被繪入地圖，以美國海軍上尉命名。